# 第5軍団 (アメリカ軍)
第5軍団（V Corps）は、アメリカ陸軍の正規軍団の一つで、ケンタッキー州ルイビルのフォート・ノックスに司令部を置いている。かつてはFifth Corpsと表記されていた。これまでに第一次世界大戦、第二次世界大戦、冷戦、コソボ紛争、対テロ戦争に参加している。

## 概要
2013年に閉隊されるまで、軍団はアメリカ欧州陸軍/第7軍の唯一の実戦部隊として、ドイツ・ハイデルベルクに司令部を置いていた。
第5軍団は、ポトマック軍（Army of the Potomac）の隷下に、1862年5月18日に創設された。この時期、ポトマック軍は半島方面作戦に参加しており、軍団もこれに加わった。軍団はまた、有名な七日間の戦いにも参加した。軍団は1865年6月28日に解隊された。その後、軍団は米西戦争、第一次世界大戦、第二次世界大戦を歴戦し、第二次大戦末期にはノルマンディー上陸作戦に参加してオマハ・ビーチに上陸した。
戦後、軍団は1946年まで占領業務に従事したのち帰国したが、1951年6月には再びドイツに派遣された。冷戦期間中、第5軍団は第7軍団とともに第7軍の主力部隊となり、フルダ渓谷の防衛にあたった。この期間中、第5軍団の隷下には、第1歩兵師団・第1機甲師団の2個師団が配属されていた。
第5軍団の隷下部隊は湾岸戦争に参加したものの、軍団としての参加はなされなかった。湾岸戦争後、第7軍団がそのままアメリカ本土に帰還したことにより、第5軍団は第7軍隷下の唯一の実戦部隊となった。1990年代、由緒ある部隊である第173空挺旅団が再編成され、軍団に配属された。
米軍再編において、第5軍団の主力部隊であった第1歩兵師団と第1機甲師団はヨーロッパを去ることとなりこれら2個師団のかわりに第2騎兵連隊（ストライカー旅団戦闘団）と第12戦闘航空旅団が配属された。これにより、第5軍団の戦力はかなり削減されたことから、第5軍団としての組織を解体して、これらの旅団級部隊は欧州陸軍（第7軍）の直轄下とすることも検討された。しかし一時期、第5軍団の隷下には、さらに2個の重旅団戦闘団（第170歩兵旅団および第172歩兵旅団）が配属され、第5軍団は、2個重旅団戦闘団と1個ストライカー旅団戦闘団、1個歩兵旅団戦闘団から編成されていた。最終的に2013年6月12日に閉隊された
。

## 再編制
2020年2月11日、陸軍省は、第5軍団司令部の再編制を発表した。第5軍団司令部には、約635人の兵士を配置し、うち約200人をヨーロッパの作戦指揮所に配置する。第5軍団司令部は、2020年秋までに稼働する予定とした。
2020年2月12日、陸軍は、第5軍団の新たな司令部をケンタッキー州フォート・ノックスに置くと発表した。同時に陸軍参謀総長であるジェームズ・マコンビル陸軍大将は、「追加の軍団司令部の再編制は、ヨーロッパで活動するアメリカ軍と、同盟国、パートナー国の部隊の戦術的編制と同期させることに焦点を当てた必要な程度の指揮統制能力を提供する。これは、地域の安定と安全を促進するために、同盟国やパートナーと協力して、欧州陸軍と欧州軍を強化することになる。」と述べた。
第5軍団の再編制は、指揮統制能力の強化を求める欧州軍の要求に基づくものである。2020年5月、第1歩兵師団師団長のジョン・S・コラシェスキー少将は、新たに再編制される第5軍団の司令官に指名された。上院で承認される、中将への昇任も決定した。2020年5月21日にコラシェスキーは中将に昇進した。2020年8月4日、ポーランド南部の都市クラクフにおいて、ジェームズ・マコンビル陸軍参謀総長に、司令官就任を宣誓した。マコンビルは、会計年度が改まる2020年10月1日に、ポーランドに第5軍団のヨーロッパにおける作戦指揮所として、前進司令部を置くと発表した。予想される約635人の司令部要員のうち、約200人が交代制でポズナンに駐留する予定である。
前進司令部は、ヨーロッパにおけるアメリカ軍のローテーション部隊の作戦計画、任務指揮、監督を行うとともに、同盟国やパートナーと協力して、準備態勢を構築し、相互運用性を強化することを目的とする。
2021年5月、マシュー・J・ヴァン・ワゲネン少将をポズナン前進司令部担当の第5軍団副司令官に、2021年7月21日、ジェフリー・D・ブロードウォーター少将を第5軍団副司令官に指名したと発表された。
2022年3月7日、第5軍団の司令部は、ドイツに展開し、すでにヨーロッパに展開していた前線部隊に加わり、ヨーロッパにおけるアメリカ軍に、追加の指揮統制能力を提供した。また司令部は、「ヨーロッパにおける強固な存在感を示し、軍団を現在進行中の緊急作戦と同期させ、NATO東側側面を強化するために進行中の任務を支援し、大陸全体で多国籍演習を調整することを可能にする」という任務を遂行している。2023年3月21日、ポーランドのポズナンに前方展開司令部の常設基地として、キャンプ・コシチュシュコが設置された。
現在、第5軍団は、2022年ロシアのウクライナ侵攻に対応している。